# Prelo
Prelo é uma forma de impressão gráfica, considerada pioneira na reprodução de livros comparado ao que se tinha na época. A invenção é do alemão Johann Gutenberg que, em 1450, adaptou a prensa utilizada na produção de vinho para uma máquina de impressão gráfica. 
O mecanismo era composto por uma alavanca que fazia pressão sobre as letras tingidas de tinta que ao entrarem em contato com o papel faziam a impressão.
As imagens eram feitas em uma chapa só, como um grande carimbo. Já os textos e frases eram compostos por várias letras individuais. Dessa forma, como os textos precisavam de várias letras repetidas para a sua composição, era necessária uma coleção do mesmo tipo. Para aguentar a pressão que a máquina produzia, as peças eram feitas em metal resistente.
Diz-se no prelo do material, geralmente livro, já na editora, em processo de edição e impressão.